# Поддубье (Калининградская область)
Поддубье — посёлок в Славском районе Калининградской области. Входит в состав Большаковского сельского поселения.

## Население
| 2002 | 2010 |
| ---- | ---- |
| 249  | ↗251 |

## История
Населенный пункт Ягстен в 1946 году был переименован в поселок Поддубье.